# Hannelore Kraftová
Hannelore Kraftová, nepřechýleně Hannelore Kraft (* 12. června 1961, Mülheim an der Ruhr) je německá politička a ekonomka, členka Sociálnědemokratické strany Německa (SPD). V letech 2010–2017 zastávala úřad ministerské předsedkyně německé spolkové země Severní Porýní-Vestfálsko (NRW).

## Životopis

### Původ
Narodila se v roce 1961 manželům Külzhammerovým v Mühlheimu an der Ruhr. Rodiče pracovali oba v tomto městě u podniku hromadné dopravy. Matka Anni Külzhammerová, která zemřela ve věku 81 let v roce 2016, byla průvodčí. Otec Manfred Külzhammer byl řidič tramvají. 

### Ministerská předsedkyně Severního Porýní-Vestfálska (2010–2017)
V roce 2010 se Hannelore Kraftová stala vůbec první ministerskou předsedkyní této nejlidnatější německé spolkové země, a to když se jí podařilo uzavřít vládní koalici se Zelenými. I když neměla ve sněmu absolutní většinu, byla volba Kraftové umožněna hlasy strany Die Linke (Levice). Kvůli této nestálé podpoře vlády se 13. května 2012 konaly předčasné volby do zemského sněmu. SPD v  nich získala 39,1 % hlasů a spolu se Zelenými mohla vytvořit koalici s velkou a stabilní většinou ve sněmu. 20. června 2012 byla Hannelore Kraftová zvolena opět ministerskou předsedkyní, a to 137 hlasy, tedy s devíti hlasy navíc oproti síle vládních stran.
Při zemských volbách o pět let později, 14. května 2017, utrpěla SPD a také Kraftová osobně se ziskem 31,5 % hlasů porážku proti Křesťanskodemokratické unii (CDU) a jejímu předsedovi zemské organizace a zároveň volebnímu lídrovi Arminovi Laschetovi. To mělo za následek okamžité ohlášení Kraftové o jejím odstoupení ze stávajícího úřadu a složení všech stranických funkcí.
V roce 2012, tj. za svého úřadování jako ministerská předsedkyně Severního Porýní-Vestfálska, byla dle průzkumu televizní stanice ZDF nejoblíbenější německou političkou, až v pořadí za ní se umístili Angela Merkelová (CDU), Wolfgang Schäuble (CDU), Peer Steinbrück (SPD) a Frank-Walter Steinmeier (SPD).

### Osobní život
Je vdaná, jejím manželem je Udo Kraft, povoláním samostatný řemeslník (elektroinstalatér), s nímž společně vychovala syna Jana Krafta (* 1993). Rodina žije v Mülheimu an der Ruhr (blízko Essenu).